# Форскатт, Кристал
Кристал Форскатт (англ. Krystal Forscutt; род. 12 июля 1986, Бэйтменс Бэй, Новый Южный Уэльс, Австралия) — австралийская фотомодель и участница реалити-шоу «Большой Брат Австралия 2006».

## Карьера
Карьера Кристал началась после участия в реалити-шоу Big Brother в 2006 году. Внешность Форскатт привлекла внимание мужских журналов (Zoo Weekly, FHM, и Ralph).
Широкую известность Кристал получила после участия в игровом компьютерном проекте Need for Speed: ProStreet. Это сделало её первой австралийской девушкой, ставшей персонажем в видео игре.
В январе 2008 года Форскатт стала постоянным гостем некоторых программ австралийского телевидения.
В мае 2009 года Кристал засветилась в клипе «Guns & Guitars» австралийского кантри-музыканта Стива Форда.
В 2009 Кристал Форскатт стала финалисткой Hot Ladies Tournament, где познакомилась с британским секс-символом Кили Хэйзелл, после того как столкнулась лицом к лицу с Меган Фокс в the Thighnal Four.